# تاونشیپ ۱۰، شهرستان روکس، کانزاس
تاونشیپ ۱۰ (به انگلیسی: Township 10) یک منطقهٔ مسکونی در ایالات متحده آمریکا است که در کانزاس واقع شده است. تاونشیپ ۱۰ ۱۷۶ نفر جمعیت دارد و ۶۷۱ متر بالاتر از سطح دریا قرار دارد.